# Košeca
Košeca je naseljeno mjesto u okrugu Ilava u  Trenčínskom kraju u Slovačkoj.

## Stanovništvo
| Godina:     | 1993. | 2003.   | 2013.   | 2023.    |
| ----------- | ----- | ------- | ------- | -------- |
| Broj ljudi: | 2441  | 2466    | 2524    | 2830     |
| Razlika:    |       | +1,02 % | +2,35 % | +12,12 % |

| Godina:     | 2022. | 2023.   |
| ----------- | ----- | ------- |
| Broj ljudi: | 2788  | 2830    |
| Razlika:    |       | +1,50 % |

Prema podacima o broju stanovnika iz 2023. godine naselje je imalo 2830 stanovnika.

## Vanjske poveznice
|  | Zajednički poslužitelj ima još gradiva o temi Košeca |

- Službena stranica naselja (sl.)